# بني جبير (ملحان)

تعديل مصدري - تعديل

بني جبير هي إحدى قرى عزلة باحش بمديرية ملحان التابعة لمحافظة المحويت، بلغ تعداد سكانها 515 نسمة حسب تعداد اليمن لعام 2004.